# مینیو د مدیناسلی
مینیو د مدیناسلی (به اسپانیایی: Miño de Medinaceli) یک دهستان در اسپانیا است که در سریا واقع شده‌است.

## خصوصیات
مینیو د مدیناسلی ۵۶ کیلومترمربع مساحت و ۹۹ نفر جمعیت دارد.